# 灤県東駅
灤県東駅（らんけんひがしえき）は中華人民共和国河北省唐山市灤州市にある、中国鉄路総公司（CR）京哈線の駅。北京鉄路局所属の3等駅に設定されている。
旅客営業と貨物（危険物は除く）両方を扱う駅である。

## 駅構造
単式ホーム1面1線と島式ホーム1面2線の地上駅。ホームは副本線にあり、中央の2線は通過線となっている。

## 駅周辺
- 灤県新站派出所
- 灤県灤州鎮新站小学

## 歴史
- 1892年 - 開業。

## 隣の駅
中国鉄路総公司
京哈線
灤県駅 - 灤県東駅 - 朱各荘駅